# David Defiagbon
David Defiagbon (Sapele, 1970. június 12. – Las Vegas, Nevada, 2018. november 24.) olimpiai ezüstérmes nigériai-kanadai ökölvívó.

## Pályafutása
Nigériai színekben az 1990-es aucklandi nemzetközösségi játékokon aranyérmes lett váltósúlyban. Az 1991-es kairói afrikai játékokon nagyváltósúlyban bronzérmet szerzett. Kanadai színekben indult az 1996-os atlantai olimpián, ahol nehézsúlyban ezüstérmes lett.

## Sikerei, díjai
- Olimpiai játékok
  - ezüstérmes: 1996, Atlanta
- Nemzetközösségi játékok
  - aranyérmes: 1990, Auckland
- Afrika-játékok
  - bronzérmes: 1991, Kairó